# Limonia pacatella
Limonia pacatella är en tvåvingeart som beskrevs av Alexander 1934. Limonia pacatella ingår i släktet Limonia och familjen småharkrankar. Inga underarter finns listade i Catalogue of Life.